# Åbyhøj Torv
Åbyhøj Torv er et torv i bydelen Åbyhøj i Aarhus. 
Åbyhøj Torv er belagt med brosten. Rundt om torvet ligger der karréer i tre- til fireetager, med butikker i stueplan. På- og op til torvet ligger der to banker, to caféer, en bager, pizzariaer, kiosk og et værtshus. Midt på torvet står der betalingstoilet og en kebabsælger. De oprindelige underjordiske offentlige toiletter er blændet af. Torvet bliver til dagligt brugt som en parkeringsplads, herunder taxa, men om sommeren er der til tider arrangementer. Den gamle politistation, som nu huser en bank, dominerer torvet. 

## Geografi
Åbyhøj Torv er ikke en officiel adresse, idet der ikke findes et formelt vejnavn, der hedder "Åbyhøj Torv". Torvet ligger på hjørnet af Silkeborgvej og Vølundsvej. Nærmeste huse er Silkeborgvej 222 og 226.

## Transport
Åbyhøj Torv er holdeplads for flere buslinier:
Busruter i Aarhus ved og omkring Åbyhøj Torv:
4a 11 15 
Østjyllands regionsbusser ved og omkring Åbyhøj Torv
113 913X 952X
56°9′20.45″N 10°10′9.36″Ø / 56.1556806°N 10.1692667°Ø